# Tongatapu 9
Tongatapu 9 es un distrito electoral para la Asamblea Legislativa de Tonga. Se estableció para las elecciones generales de noviembre de 2010, cuando los distritos electorales regionales multi-escaños para Representantes Populares fueron reemplazados por distritos electorales de un solo asiento, eligiendo a un representante. Es un distrito electoral rural ubicada en el sureste de la isla de Tongatapu, y abarca las aldeas de Tatakamotonga, Holonga, ʻAlakifonua, Pelehake, Toloa, Fua'amotu, Nakolo, Haʻasini, Hamula, Lavengatonga, Fatumu y Haveluliku.
Su primer representante fue Kaveinga Faʻanunu, legislador del Partido Democrático de las Islas Amigas, que ganó en las elecciones generales de noviembre de 2010 y murió de cáncer siete meses después, en julio de 2011. Se llevó a cabo una elección parcial el 15 de septiembre de 2011, la primera para cualquier escaño desde las elecciones generales de 2010. El Partido Democrático retuvo el escaño, con su candidato Falisi Tupou ganando por un margen sustancial. Parece, en la actualidad, ser un escaño seguro para el partido.

## Miembros del Parlamento
| Año de Elección         | Miembro                    | Partido                                 |
| ----------------------- | -------------------------- | --------------------------------------- |
| 2010                    | Kaveinga Faʻanunu          | Partido Democrático de las Islas Amigas |
| 2011 (elección parcial) | Falisi Tupou               | Partido Democrático de las Islas Amigas |
| 2014                    | Penisimani 'Epenisa Fifita | Partido Democrático de las Islas Amigas |
| 2017                    | Penisimani 'Epenisa Fifita |                                         |
| 2021                    | Sevenitini Toumoʻua        |                                         |